# Tadeusz Brzozowski (malarz)
Tadeusz Brzozowski (ur. 1 listopada 1918 we Lwowie, zm. 13 kwietnia 1987 w Rzymie) – polski malarz, pedagog.

## Życiorys

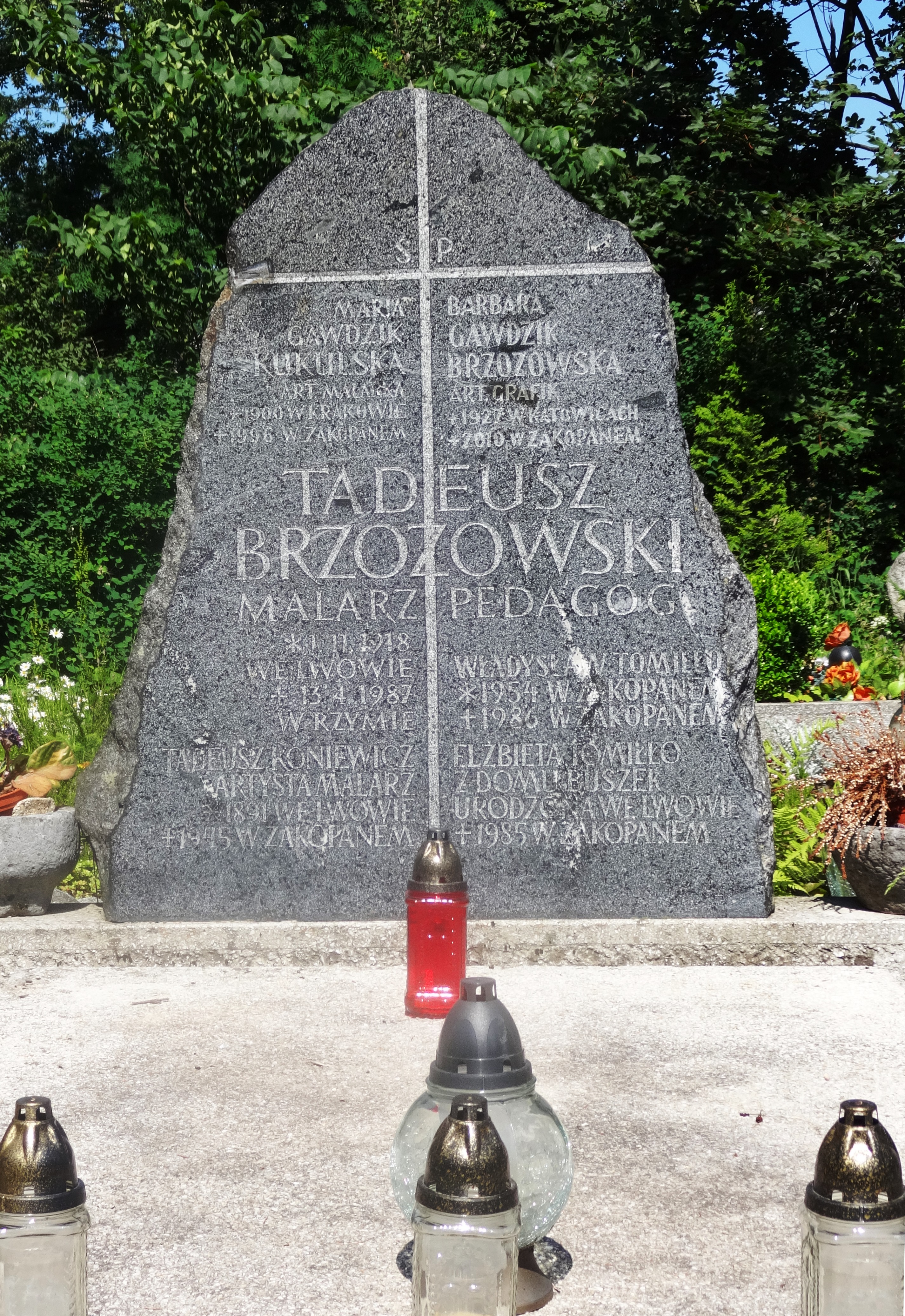
Grób Tadeusza Brzozowskiego na Nowym Cmentarzu w Zakopanem

Studiował w Krakowie w ASP w 1936–1939 i od 1945 (dyplom zdobył w 1948) oraz w Szkole Przemysłu Artystycznego u Fryderyka Pautscha w 1940–1944.
Był profesorem malarstwa i rysunku w 1954–1959 i dyrektorem 1959–1961 Państwowego Liceum Technik Plastycznych im. Antoniego Kenara w Zakopanem. Od 1962 był profesorem Państwowej Wyższej Szkoły Sztuk Plastycznych w Poznaniu. Był członkiem Grupy Krakowskiej. Od 1954 mieszkał w Zakopanem. Jego żoną była Barbara Gawdzik-Brzozowska (1927–2010). Miał dwóch synów: Wawrzyńca (tłumacza i historyka sztuki) oraz Joachima (terapeutę). Uprawiał malarstwo (także ścienne), rysunek i scenografię. Projektował także tkaniny. Dziś w Zakopanem jest ulica nazwana jego imieniem.
Twórczość: „Pludry” – obraz całkowicie abstrakcyjny. Liczne zagęszczenie, dolna partia płótna silnie skłębiona, stwarzająca wrażenie pogniecionej miękkiej tkaniny. Górna część obrazu to spokojna płaszczyzna, gładka czerwień, czasami ciemne smugi.
Obrazy T. Brzozowskiego tworzy w równym stopniu materia samego płótna, ważną rolę odgrywa sam tytuł dzieła (Bajok, Faworyty, Cham, Bokobrody, Obibok, Łapiduch, Kindersztuba). Krytycy łączą jego twórczość z surrealizmem. Cechuje ją groteskowość, baśniowość. Pomimo abstrakcjonizmu kompozycje nawiązują do skomplikowanego, codziennego życia.
Brzozowski zawsze interesował się tajnikami warsztatu, „drapieżną”, haczykowatą, witkacowską formą.
Został pochowany na Nowym Cmentarzu w Zakopanem (kw. M2-A-32).